# Milo (condado de Piscataquis)
Milo es un lugar designado por el censo ubicado en el condado de Piscataquis en el estado estadounidense de Maine. En el Censo de 2010 tenía una población de 1.847 habitantes y una densidad poblacional de 88,32 personas por km².

## Geografía
Milo se encuentra ubicado en las coordenadas 45°14′34″N 68°57′3″O / 45.24278, -68.95083. Según la Oficina del Censo de los Estados Unidos, Milo tiene una superficie total de 20.91 km², de la cual 20.07 km² corresponden a tierra firme y (4.04%) 0.84 km² es agua.

## Demografía
Según el censo de 2010, había 1.847 personas residiendo en Milo. La densidad de población era de 88,32 hab./km². De los 1.847 habitantes, Milo estaba compuesto por el 96.91% blancos, el 1.14% eran afroamericanos, el 0.38% eran amerindios, el 0.32% eran asiáticos, el 0% eran isleños del Pacífico, el 0.38% eran de otras razas y el 0.87% pertenecían a dos o más razas. Del total de la población el 0.97% eran hispanos o latinos de cualquier raza.